# 賀應旌
賀應旌（?—?），字萍史，直隸肥鄉人。清初官員、學者。

## 生平
順治二年（1645年）舉乙酉科順天鄉試，康熙年间曾擔任江南镇江府丹阳县知县。晚年辭官隐居，閉户读书。

## 著作
康熙二十二年栾城知县邀請他撰修《栾城县志》。著有《漳河源流考》、《游卧龙冈记》等。